# Модулор

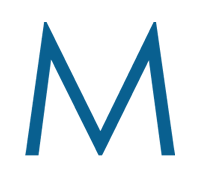
Графічне подання Модулора

Модуло́р — система пропорцій, розроблена архітектором Ле Корбюзьє (1887—1965). Ле Корбюзьє і описав його як «набір гармонійних пропорцій домірних масштабам людини, що універсально застосовні до архітектури і механіки».

## Історія
Ле Корбюзьє розробив і в серпні 1943 року зробив перше графічне представлення шкали Modulor на підґрунті давньої традиції Вітрувія, Вітрувіанської людини Леонардо да Вінчі, роботи Леона Батісти Альберті, та інших історичних спроб виявити математичні пропорції людського тіла для подальшого використання цих знань в удосконаленні зовнішнього вигляду і функцій архітектури. Система заснована на вимірах людського тіла, подвоєння, числах Фібоначчі і золотого перетину.
Ле Корбюзьє опублікував Le Modulor у 1948 році, після чого Modulor 2 у 1955 році. Англійською ці роботи були вперше опубліковані Modulor у 1954 році і Modulor 2 у 1958 році.
Митець використовував масштабування Modulor у проектуванні багатьох будинків, у тому числі Нотр-Дам-дю-Haute і будівель в Чандігарху. У будівництво першого Unité d'Habitation багатоквартирного будинку, в Марселі.

## Графічне подання
Стилізована людська фігура з однією піднятою рукою, стоїть поруч з двома вертикальними пропорційними шкалами, червоною та синьою.

## Критика
Критики Modulor висловлюють стурбованість системою, через те, що висота фігури є довільною, можливо, вибраною для математичної зручности. Крім того, за словами Робін Еванс, жіноче тіло «було тільки запізніло розглянутим і відкинуті як джерело пропорційної гармонії» (1995 Еванс, 2001 Оствальда, 146).

## Загальна інформація
Картина Modulor міститься на поточній швейцарській банкноті, присвяченій Ле Корбюз'є.